# Championnat d'Allemagne de football 1931-1932
Navigation
Meisterschaft
(Verbandsligen)
1930-1931 Meisterschaft
(Verbandsligen)
1932-1933
La saison 1931-1932 du Championnat d'Allemagne de football était la 25e édition de la première division allemande.
Seize clubs participent à la compétition nationale, il s'agit des clubs de 7 régions d'Allemagne. Le championnat national est disputé sous forme de coupe à élimination directe.
Le Bayern Munich remporte la finale en s'imposant face à l'Eintracht Francfort. C'est le tout premier titre de champion d'Allemagne de son histoire.

## Les 16 clubs participants
- Baltique : Hindenburg Allenstein - Viktoria Stolp
- Brandebourg : Tennis Borussia Berlin - Minerva 1893 Berlin
- Centre : SuBC Plauen - Polizei SV Chemnitz
- Nord : Hambourg SV - Holstein Kiel
- Sud : FC Nuremberg - Bayern Munich - Eintracht Francfort
- Sud-Est : SC Breslau 1908 - Beuthen 1909
- Ouest : Schalke 04 - Borussia Fulda - VfL Benrath

## Compétition
La compétition a lieu sous forme de coupe, avec match simple.

### Premier tour
- Tous les matchs ont eu lieu le 8 mai 1932.

| Équipe 1               | Résultat | Équipe 2            |
| ---------------------- | -------- | ------------------- |
| Bayern Munich          | 4 - 2    | Minerva 1893 Berlin |
| FC Nuremberg           | 5 - 2    | Borussia Fulda      |
| Schalke 04 a.p.        | 5 - 4    | SuBC Plauen         |
| Hambourg SV            | 3 - 1    | VfL Benrath         |
| Hindenburg Allenstein  | 0 - 6    | Eintracht Francfort |
| Polizei SV Chemnitz    | 5 - 1    | Beuthen 1909        |
| SC Breslau 1908        | 1 - 4    | Holstein Kiel       |
| Tennis Borussia Berlin | 3 - 0    | Viktoria Stolp      |

### Quarts de finale
- Tous les matchs ont eu lieu le 22 mai 1932

| Équipe 1            | Résultat | Équipe 2               |
| ------------------- | -------- | ---------------------- |
| Holstein Kiel       | 0 - 4    | FC Nuremberg           |
| Eintracht Francfort | 3 - 1    | Tennis Borussia Berlin |
| Schalke 04          | 4 - 2    | Hambourg SV            |
| Polizei SV Chemnitz | 2 - 3    | Bayern Munich          |

### Demi-finale
- Tous les matchs ont eu lieu le 29 mai 1932.

| Équipe 1            | Résultat | Équipe 2     |
| ------------------- | -------- | ------------ |
| Bayern Munich       | 2 - 0    | FC Nuremberg |
| Eintracht Francfort | 2 - 1    | Schalke 04   |

### Finale
| 12 juin 1932 | Bayern Munich | 2 - 0 | Eintracht Francfort | Franken-Stadion, Nuremberg |
|              |               |       |                     | Arbitrage : Alfred Birlem  |

## Bilan de la saison
| Tableau d'Honneur                   |               |
| Compétition                         | Vainqueur     |
| Championnat d'Allemagne de football | Bayern Munich |